# Formel Yamaha
Yamaha är en tävlingsklass inom gokart eller karting som körs med 100 cc Yamahamotorer utan koppling.
Klassen medverkar bland annat i tävlingsserierna MKR (Mellansvenska Karting Serien) och NC (Norrlandscupen).
Yamaha får man börja köra det år man fyller 13år. Yahama-kartar har blå nummerskyltar med vita siffror. Klassen är en enhetsklass, vilket innebär att man (inte) kan välja på ett chassi och en motor. För närvarandet används Swiss Hutles chassin.
Krav för formel yamaha 
- Chassi, Swiss Hutless
- 100 cc
- 15 hk vid 15 000 varv
- Total vikt inkl. förare 143 kg
- Ej trimning
- Får besiktiga in 2 st motorer vid varje tävling
- Tank 5 liter
- Alla delar måste vara godkända av Sv.
Bilsportsförbundets Kartingutskott 	

- Lufttryck i däcken 1-4 kg beroende på väderlek
- Drev bak 79-90 beroende på bana och väder
- Motorn driver direkt på axeln, med kedja, ej koppling
- Mekaniska bromsar
- Ljudnivå 100 dba max, fr.o.m. 1998
- Åldersbegränsning, 13 år och uppåt